# Pfaffia costaricensis
Pfaffia costaricensis là loài thực vật có hoa thuộc họ Dền. Loài này được (Standl.) Borsch miêu tả khoa học đầu tiên năm 1995.